# 曾風保
曾风保，男，中國共產黨員，中華人民共和國政治人物，第十四屆全國人大代表
。

## 履历
2006年任中聯辦港岛工作部宣教处副调研员，2009年5月任中聯辦港岛工作部宣教处调研员。2016年12月任南雄市委書記兼任韶关市委常委。2017年5月，任广东省纪委常委。2021年1月，汕頭市委副書記，2024年10月任揭阳巿委書記。